# Municipio de Custer (condado de Mitchell)
El municipio de Custer (en inglés: Custer Township) es un municipio ubicado en el condado de Mitchell en el estado estadounidense de Kansas. En el año 2010 tenía una población de 110 habitantes y una densidad poblacional de 1,17 personas por km².

## Geografía
El municipio de Custer se encuentra ubicado en las coordenadas 39°16′34″N 98°27′1″O / 39.27611, -98.45028. Según la Oficina del Censo de los Estados Unidos, el municipio tiene una superficie total de 93.98 km², de la cual 93,96 km² corresponden a tierra firme y (0,03 %) 0,03 km² es agua.

## Demografía
Según el censo de 2010, había 110 personas residiendo en el municipio de Custer. La densidad de población era de 1,17 hab./km². De los 110 habitantes, el municipio de Custer estaba compuesto por el 99,09 % blancos, el 0,91 % eran amerindios. Del total de la población el 0,91 % eran hispanos o latinos de cualquier raza.